# Проблема Кекуле
«Проблема Кекуле» (англ. The Kekulé Problem) — эссе 2017 года, написанное американским писателем Кормаком Маккарти для Института Санта-Фе (SFI). Это была первая опубликованная научно-популярная работа Маккарти. Научный журнал Nautilus впервые опубликовал статью онлайн 20 апреля 2017 года, а затем напечатал её в качестве главной темы выпуска, посвящённого сознанию. Дэвид Крэкауэр, американский эволюционный биолог, знавший Маккарти два десятилетия, написал краткое введение. Дон Килпатрик III предоставил иллюстрации.

## Краткое содержание
Маккарти анализирует знаменитый сон Фридриха Августа Кекуле как модель бессознательного и происхождения языка. Он теоретизирует о природе бессознательного и его отделении от человеческого языка. Бессознательное, по мнению Маккарти, «это машина для управления животным» и «все животные имеют бессознательное». Маккарти постулирует, что в то время как бессознательное является биологически детерминированным феноменом, язык таковым не является.

## Анализ
«Проблема Кекуле» написана в стиле рефлексивного философского эссе от первого лица самого Маккарти. В тексте присутствуют элементы прямой автобиографии, такие как эпизод, имевший место во время одной из частых обеденных бесед Маккарти с его другом, физиком Джорджем Цвейгом. Такие мемуарные элементы практически отсутствуют в других опубликованных работах Маккарти. Питер Джозиф назвал это «мемуарами читателя. Если хотите, мемуарами мыслителя. Мемуарами интересующегося. Заметками ментального путешественника. Застольными беседами Маккарти», помещая его в традицию таких эссеистов, как «Сенека, Монтень, Торо, Твен, Уитмен, Хаксли, Оруэлл, Сандрар, Сароян, Вулф, Эйзли, Видал, Миллер, Керуак, Зельцер».

## Публикация
«Проблема Кекуле» была опубликована в научном журнале Nautilus 20 апреля 2017 года. Эссе содержит около 3000 слов.

## Приём
В рецензии для The New Yorker Ник Ромео отметил, что эссе успешно адаптировало характерный стиль письма Маккарти в область научно-популярной литературы, с его «простонародными оборотами и безапелляционными фрагментами предложений и даже, местами, смутно библейским велеречием его ранних романов», и заметил, что «мысли автора о бессознательном», хотя и «представлены как научные размышления… также приближаются к теологии». В Quartz Лила Маклеллан писала, что эссе предоставило редкое понимание мышления Маккарти во время его пребывания в SFI, и похвалила то, как оно «каким-то образом дистиллировало возвышенные идеи, нерешённые вопросы и озарения, собранные в течение этого длительного исследования, в прекрасно написанный нарратив». Стивен Пинкер, канадско-американский психолингвист и автор, согласился с общей идеей Маккарти о том, что «мысль — это не то же самое, что язык», но предостерёг от слишком поспешных выводов на примере сна Кекуле, отметив, что «подавляющее большинство снов и грёз не решают крупных проблем в истории науки».
Джон Грей — британский философ и книжный критик New Statesman — отметил, что тема проблемы Кекуле «вряд ли удивительна» для Маккарти, описывая многолетнюю карьеру автора в художественной литературе как «неустанную борьбу за выражение невыразимого». Исследователь творчества Маккарти Джей Эллис полагал, что наибольшая ценность работы заключалась в понимании мировоззрения автора, и подчёркивал её скрытые драматические качества:
Бессознательное предстаёт как персонаж Беккета, с которым трудно разговаривать, но невозможно оставить в покое... Лучший пример того, как Маккарти выводит намерение из бессознательного, содержится в одной из его многочисленных цепочек риторических вопросов: «Трудно избежать вывода, что бессознательное трудится под моральным принуждением просвещать нас. (Моральное принуждение? Он серьёзно?)» Логика здесь скачет с драматическим юмором.